# Перо Пардо де Села
Перо Пардо де Села Агиар е Рибаденейра (на галисийски: Pero Pardo de Cela Aguiar e Ribadeneira) е галисийски благородник.

## Биография
Той е роден около 1425 година в Бетансос в благородническо семейство и достига до поста маршал на Галисия. По време на Войната за кастилското наследство той влиза в конфликт с Исабела Кастилска и през 1483 година е заловен и екзекутиран в Мондонедо. През следващите десетилетия се превръща в герой на галисийския фолклор и един от символите на съпротивата срещу интеграцията на Галисия в Испания.